# 旅行作家・茶屋次郎
『旅行作家・茶屋次郎』（りょこうさっか・ちゃやじろう）は、2001年から2016年までテレビ東京・BSジャパン共同制作で放送されたテレビドラマシリーズ。全13回。原作は梓林太郎の『茶屋次郎シリーズ』で、主演は橋爪功。
放送枠は、2004年の4作目までは「女と愛とミステリー」、2005年の5作目から2008年の8作目までは「水曜ミステリー9」（第1期）、2011年の9作目から2014年の12作目までは「水曜ミステリー9」（第2期）、2016年の13作目は「水曜エンタ・水曜ミステリー9」。
2014年9月17日の12作目は「〜特選！秋の旅情サスペンス〜」の第1弾として放送された。第13作は「新・旅行作家　茶屋次郎」とタイトルを変更して放送されている

## キャスト

### 茶屋次郎事務所
茶屋次郎（ちゃや じろう）
演 - 橋爪功
旅行作家。元は商社マンだったが、40歳近くになって「毎日旅していたい」と言う理由から商社を退職して旅行作家に転身した。
上記の理由により妻とは離婚。現在は独身である。元妻との間には沙織という娘がいる。
山倉とは高校時代からの友人で、山倉が副編集長を務める『週刊ロイヤル』で『日本名川（めいせん）紀行』という各地の川を題材にした紀行文の連載を持っている。しかし、行く先々で事件に遭遇し、地元警察と協力して事件を解決していく。また、その事件の顛末に川の風景等を織り混ぜた紀行文が読者の人気を得ている。
春川真紀（はるかわ まき）
演 - 久本雅美（第1作 - 第4作）
茶屋の秘書。茶屋からの愛称は「ハルマキ」。
江原小夜子（えはら さよこ）
演 - 山口もえ（第5作）、坂下千里子（第6作 - 第8作）、甲斐まり恵（第9作 - 第12作）
茶屋の秘書。

### 週刊ロイヤル
山倉晋吉（やまくら しんきち）
演 - 角野卓造（第1作 - 第12作）
経歴：「週刊ロイヤル」副編集長（第1作 - 第9作）
→ 「週刊ロイヤル」嘱託編集者（第10作 - 第12作）
茶屋の高校時代からの友人で、大学卒業後に出版社に就職した。茶屋が旅行作家になった時に、自身が編集を担当している「週刊ロイヤル」で連載を持たせた。以来、茶屋の担当として共に『日本名川紀行』を作っている。「週刊ロイヤル」の副編集長を務めており、編集長昇進の話があるも、急遽外部から編集長が招聘されることになり、結局副編集長で定年を迎え、定年後は嘱託編集者として茶屋の担当をしている。茶屋の取材先にちょくちょく同行しては綺麗な女性を見つけている。しかし、茶屋が事件に遭遇すると週刊誌編集者としての情報網を使い、茶屋の事件解決に協力する。
袋田沙織（ふくろだ さおり）
演 - 中山エミリ（第11作・第12作）
経歴：アメリカ・ロスザンゼルスの通信社
→ 「週刊ロイヤル」契約記者（第11作・第12作）
茶屋と袋田和子（英恵）との間の娘でアメリカ・ロスザンゼルスの通信社で働いていた。帰国し、週刊ロイヤルの契約記者になり取材に同行する。
高校2年生のとき留学した。
烏丸桂子（からすまる けいこ）
演 - 高畑淳子（第13作）
「週刊ロイヤル」の新編集長。袋田和子（英恵）の友人。

### その他
袋田和子（ふくろだ かずこ）/袋田英恵（ふくろだ はなえ）
演 - 大谷直子（第4作）、宮崎美子（第13作）
茶屋の元妻。銀座の画廊経営者。名前は第4、11作は「和子」、第13作は「英恵」になっている。
第13作では烏丸桂子の依頼で茶屋の助手を努める。

### ゲスト
第1作「梓川清流殺人事件」（2001年）
- 小口葉子（新聞記者・瑞江の大学の先輩） - 細川ふみえ
- 斉木和清 - 吉見一豊
- 浅沼瑞江（茶屋次郎のファン） - 今村恵子
- 西沢スエ - 久松夕子
- 横山新吾 - 岩崎ひろし
- 橋戸好春 - 左右田一平
- 高林かね - 町田博子
- 市山房枝 - 杉山とく子
- 道原（刑事） - 西田健
- 橋戸ユウ - 三條美紀
- 笠井一彦、円谷文彦、上杉二美、森雅晴、正源敬三

第2作「長良川殺人事件」（2002年）
- 鳥居今日子（カスタムナイフの製作所の館長） - 高橋かおり
- 吉村里美（カメラマン見習い） - 小崎友里衣
- 川野知香（百合子の妹・4年前死亡） - 小崎友里衣（二役）
- 遠藤敏江（遠藤道一の母） - 柳川慶子
- 里美の母の隣家の主人と妻 - 小池榮、五十嵐美恵子
- 敏江の隣家の主婦 - 阪上和子
- 鵜匠 - 綾田俊樹
- 川野百合子（和彦の妻） - 岡本舞
- 川野和彦（板前） - 鍛冶直人
- 川野恭助（百合子の父） - 笠井一彦
- 種田（医師） - 越村公一
- ボーイ - 村本准也
- カオル（ホステス） - 光野亜希子
- 八百板公三（岐阜中央警察署 刑事） - 鶴田忍
- 白川清三郎（和食界の鉄人） - 江藤潤

第3作「四万十川殺人事件」（2003年）
- 野中真理（スナック「マリーン」ママ） - 芦川よしみ
- 吉川香織（「中村市観光協会 臨時観光案内所」資料館展示責任者・スナック「マリーン」ホステス・太一の幼馴染） - 小松千春
- 石戸太平（太一の父・漁師） - 金内喜久夫
- 吉川靜子（香織の母） - 今井和子
- 息子と妻を亡くした遺族 - 矢崎文也
- 石戸太一（春川真紀の知り合い・カヌー指導員） - 若林久弥
- 遠山（遠山総合病院 院長） - 平野稔
- 遠山さやか（遠山の娘・角坂の婚約者・遠山総合病院 研修医） - 林真理花
- 角坂竜成（遠山総合病院 医師・香織の先輩） - 前田耕陽
- 岡村杏子（香織のアパートの隣人） - 山本郁子
- 高知県警中村北警察署 刑事 - 渡部大輔
- 「中村市観光協会 臨時観光案内所」受付（茶屋次郎のファン） - 渕野陽子
- 池内まさる（高知県警中村北警察署 刑事） - 岡本富士太

第4作「熊野川殺人事件」（2004年）
- 児島芳江（「GALLERY芳江」主人） - 左時枝
- 矢口雪乃（東友新聞新宮通信局社 記者・茶屋次郎のファン） - 岩崎良美
- 緒方誠子（川湯温泉「紀野旅館」女将） - 大林佳奈子
- 美香（川湯温泉「喫茶やませみ」店員） - 大門マキ
- 袋田和三郎（袋田和子の叔父・円山建設 顧問〈元副社長〉・10日前転落死） - 野村昇史
- よりえ（信介の叔母） - 大草理乙子
- 三浦信介（川湯温泉「喫茶やませみ」マスター） - 田中実
- 川湯温泉「紀野旅館」仲居 - 梅沢昌代
- 永井武夫（木野町長） - 福田信昭
- 芦田晋造（代議士・民自党副総裁・和三郎の大学の同級生） - 勝部演之
- 上島（和歌山県警熊野川警察署 警部補） - 斎藤晴彦

第5作「千曲川殺人事件」（2005年）
- 泉香（芸者・「水明館」元女将の娘・本名「遠山みさき」） - 田中千代
- 君島雅彦（戸倉上山田温泉「清風園」板長・恵子の夫・婿養子） - 中西良太
- 亀山哲司（「温泉天国・たからや本館」総支配人兼社長） - 上田耕一
- 下田久作（戸倉上山田温泉「清風園」従業員） - 犬塚弘
- 菊池光男（長野県警千曲東警察署 刑事課 刑事） - 佐伯太輔
- 長田（長野県警千曲東警察署 刑事課 刑事） - 前田淳
- 木村（長野県警千曲東警察署 刑事課 刑事） - 谷川俊
- 小口（長野県警千曲東警察署 刑事課長） - 藤井びん
- 戸倉上山田温泉「清風園」常連客 - 小池榮
- 山本芳江（「水明館」元仲居） - 今井和子
- 荒木（荒木法律事務所の弁護士） - 片桐竜次
- 君島恵子（戸倉上山田温泉「清風園」女将・茶屋次郎の元恋人で元編集者） - 結城しのぶ
- 梅若（芸者） - 西川峰子
- 横山健三（長野県警千曲東警察署 刑事課 主任・警部補） - 蟹江敬三

第6作「伊豆狩野川殺人事件」（2006年）
- 高柳奈津子（秀一郎の後妻・旧姓「相田」・料亭「豊魚亭」元仲居） - 菊池麻衣子
- 高柳七海（秀一郎の長女） - 沖直未
- 高柳千波（秀一郎の次女） - 山下容莉枝
- 高柳みさき（秀一郎の三女・七海と千波の腹違いの妹・沼津タウンガイドの記者） - 遊井亮子
- 静岡県警捜査一課 刑事 - 蟹江一平
- 小南和義（フリーライター） - 吉満涼太
- 高柳秀一郎（高柳水産 会長・故人） - 志賀圭二郎
- 沢登菊枝（康彦の母） - 井出みな子
- 旅館の女将 - 栗山寿恵子
- 料亭「豊魚亭」板前 - 山口良一
- 料亭「豊魚亭」女将 - 日向明子
- 沢登康彦（奈津子の元夫・8年前 心臓発作で死亡） - 山賀教弘
- 8年前に奈津子を取り調べた刑事 - 千田孝康
- 岡本真理子（高柳水産直営店レストラン「CALM」店長・高柳水産本社秘書課 元秘書） - 坂上香織
- 高柳純也（千波の夫・高柳水産 常務） - 宮川一朗太
- 高柳雄作（七海の夫・高柳水産 社長） - 羽場裕一
- 丸目源八（静岡県警捜査一課 警部） - 佐藤B作

第7作「天竜川殺人事件」（2007年）
- 岡本祐介（咲江の同級生） - 尾美としのり
- 松永隆彦（県会議員・咲江の同級生） - 斎藤歩
- 堤一郎（堤建設社長・松永隆彦後援会長、咲江の同級生） - 石井英明
- 島田千代（飯田のバー『千代』ママ） - 中島宏海
- 岡本明子（祐介の妻） - 山田里奈
- 北島憲明（刑事） - 七海智哉
- 岡本直子（祐介の母） - 今井和子
- 中村咲江（週刊ロイヤル編集部 編集者） - 藤田朋子
- 坂井泰造（長野県警飯田警察署 刑事） - 大友康平

第8作「渡良瀬川殺人事件」（2008年）
- 早野かすみ（群馬新報 社会部 部長） - 渡辺梓
- 水内隆（里江の連れ子） - 渡辺邦門
- 小柴祐三（鹿島織物 元工場長） - 鈴木正幸
- 園田茂樹（パチプロ） - 中村繁之
- 小柴まなみ（祐三の娘・隆の元恋人） - 大友みなみ
- 群馬県警桐生北警察署 刑事 - 大窪晶
- 菊川（群馬新報 文化部） - 越村公一
- 国民宿舎「サンレイク草木」フロント - 加門良
- 鹿島孝治（鹿島織物 元3代目社長・20年前死亡） - 加藤照男
- 水内里江（料理屋「みずうち」女将・清次郎の妻） - 朝加真由美
- 水内清次郎（料理屋「みずうち」主人・鹿島織物 元事務長） - 三浦浩一
- 佐竹慎司（群馬県警桐生北警察署 刑事・かすみの親戚） - 石倉三郎

第9作「笛吹川殺人事件」（2011年）
- 柴田美鈴（柴田ワイナリー 社長・山倉晋吉が通っているソムリエ学校の講師） - いしのようこ
- 秋山悟（東京で派遣社員をしていたが解雇 → 以後行方不明・石和中央高等学校の卒業生・元駅伝選手） - 坂上忍
- 秋山節子（悟の母・秋山農園の経営者） - 柳川慶子
- 秋山しおり（悟の娘・石和中央高等学校 生徒・柴田ワイナリーレストランのアルバイト） - 工藤綾乃
- 窪塚由紀夫（クボヅカグループ 社長・婿養子で旧姓「渡辺」・石和中央高等学校の卒業生・元駅伝選手） - 菊池隆則
- 木村千夏（保険外交員） - 平栗あつみ
- 下田英二（山梨県警石和警察署 刑事課 刑事） - 加藤満
- 神崎（石和中央高等学校 教諭） - 浅見小四郎
- 田島（村山運輸国立営業所 所長） - 掛田誠
- 佐伯（佐伯司法書士事務所 所長） - 小池榮
- 黒田慎一（宮司・石和中央高等学校の卒業生・元駅伝選手） - 大久保運
- 柴田ワイナリーレストランの客 - 嶋崎伸夫
- 小島（美鈴の秘書） - 春木みさよ
- 窪塚由香里（窪塚の最初の妻・5年前 うつ病で橋から飛び降り自殺） - 中野若葉
- 佐伯（佐伯の妻・自宅で苦しんでいたとき悟に助けられた女性） - 久松夕子
- 明菜（六本木ホステス） - 舟木幸
- 宮本（石和中央高等学校 校長） - 西田健
- 小林裕作（山梨県警石和警察署 刑事課 課長・父は柴田ワイナリーの元従業員） - 木場勝己

第10作「箱根早川殺人事件」（2012年）
- 島田芳江（旅館「島田屋」仲居・雄一郎の亡弟の妻） - 伊藤かずえ
- 北山翔子（芸者「駒蝶」・雄平の実妹） - 黒川智花（幼少期：里村美咲）
- 児玉雄平（芸者の三味線の指導者・翔子の実兄） - 蟹江一平（幼少期：新倉滉祐）
- 島田雄一郎（旅館「島田屋」社長・箱根湯本旅館組合 会長） - 中西良太
- 松岡武雄（旅館「島田屋」支配人） - 岡本富士太
- 山下和史（神奈川県警箱根中央警察署 刑事） - 小林正寛
- 乙菊（芸者） - 中村綾
- 若山友子（島田家の元家政婦） - 池田道枝
- 玉木加奈子（玉木法律事務所 所長・弁護士） - 長谷川稀世
- 刑事 - 中田春介
- 島田洋介（芳江の息子・茶屋次郎の大ファン） - 大嶋康太
- 翔子（駒蝶）の母親 - ひがし由貴
- 児玉安二郎（雄平の父・翔子の実父） - 小豆畑雅一
- 及川正（神奈川県警箱根中央警察署 警部補） - きたろう
- 小林多佳子（箱根湯本芸能組合 組合長・茶屋次郎と山倉晋吉の旧知の間柄） - 野際陽子

第11作「日光鬼怒川殺人事件」（2013年）
- 辻野直美（「鬼怒川パークホテルズ」女将・鬼怒川中央病院 元看護師長） - 藤吉久美子
- 中谷明子（「鬼怒川パークホテルズ」仲居・高品の元妻） - 菊池麻衣子
- 宮下靖（栃木県警鬼怒川警察署 刑事） - おかやまはじめ
- 田中敦（鬼怒川中央病院 外科医・茶屋次郎の大ファン） - 青山草太
- 工藤公弘（鬼怒川中央病院 内科医） - 津村知与支
- 岩瀬勉（岩瀬モータース 店主・鬼怒川中央病院 元看護師・田中と工藤の高校の同級生） - 伊嵜充則
- 工藤利光（工藤の父・鬼怒川中央病院 院長・県警監察医） - 山野史人
- 児玉智仁（栃木県警鬼怒川警察署 刑事） - 佐藤銀平
- 町田（関東製薬栃木支社 社員） - 岩ゲント
- 鬼怒川中央病院 事務員 - 町宮亜子
- 高品美穂（高品と明子の娘・7年前 小児喘息で死亡・当時小学生） - 相原鈴夏
- 高品公一（ラーメン屋「たかしな」店主） - 大鶴義丹
- 中谷周平（観光ガイド・明子の父） - 山本圭

第12作「大井川殺人事件」（2014年）
- 坂上彩花（坂上の娘） - 京野ことみ（幼少期：高橋ゆら）
- 蒼井美鈴（葉子の娘・島田製茶 元従業員） - 岩田さゆり
- 岡本浩介（島田製茶 専務・理沙の夫・入婿で旧姓「船井」） - 内田朝陽
- 岡本芙美子（島田製茶 社長） - 山下容莉枝
- 岡本理沙（芙美子の娘） - 黛英里佳
- 木原俊介（島田製茶 従業員） - 金子裕
- 山下繁之（島田製茶 従業員） - 石黒光
- 旅館の女将 - 大島蓉子
- 中田仁志（島田北警察署 刑事） - 久保山知洋
- 蒼井葉子（坂上の幼馴染） - ひがし由貴
- 蒼井友美（美鈴の娘） - 鈴木結菜
- 坂上友三郎（茶屋次郎の親友） - 川野太郎
- 向島耕平（静岡県警察 刑事） - 尾美としのり

第13作「富嶽三十六景殺人事件」（2016年）
- 小嶋早紀（シングルマザー） - 西原亜希
- 広瀬（山梨中央警察署 地域課 巡査部長・茶屋次郎のファン） - 遠山俊也
- 勝又哲郎（山梨中央警察署 刑事） - 相島一之
- 香坂高文（藤尾開発 秘書室長） - 大浦龍宇一
- 宍戸美香（大二郎の娘・智也の婚約者） - 多岐川華子
- 黒川治夫（山梨日報 政治部 記者・香坂の大学の同級生） - 加藤虎ノ介
- 藤尾憲之（藤尾開発 専務・泰三の息子） - 草野康太
- 松金智也（松金不動産 社員・耕一の息子） - 山口翔悟
- 吉村（山梨中央警察署 刑事） - 若林久弥
- 旅館「きこり」女将 - 元井須美子
- 松金耕一（松金不動産 社長） - 志賀圭二郎
- 八木（静岡県警沼津南警察署 刑事） - 加藤満
- 石和タクシーの運転手 - 渡辺穣、坂口進也
- 山梨中央警察署 刑事 - 玉置祐也
- レポーター - 富岡英里子
- ニュースキャスター - 宮下ともみ
- 藤尾泰三（藤尾開発 社長・袋田英恵の画廊の顧客） - 石丸謙二郎
- 宍戸大二郎（山梨県議会議員・「富士山の自然を守る会」会長） - 佐藤B作

## スタッフ
- 原作 - 梓林太郎
- 脚本 - 長谷川康夫、田辺満
- 監督 - 富永卓二（第1作・第3作）、鶴巻日出雄（第2作・第4作 - ）
- 選曲 - 山川繁
- 技術協力 - 東映化学TOVIC、東京テレビセンター
- プロデュース - 不破敏之、赤司学文、石川好弘
- 制作 - テレビ東京、BSジャパン、オセロット

## 放送日程
| 話数 | 放送日         | サブタイトル         | 原作                      | 脚本       | 監督       | 視聴率 |
| ---- | -------------- | -------------------- | ------------------------- | ---------- | ---------- | ------ |
| 1    | 2001年07月25日 | 梓川清流殺人事件     | 「信濃梓川清流の殺意」    | 長谷川康夫 | 富永卓二   | 14.4%  |
| 2    | 2002年06月05日 | 長良川殺人事件       | 「長良川殺人事件」        | 長谷川康夫 | 鶴巻日出雄 | 10.8%  |
| 3    | 2003年09月24日 | 四万十川殺人事件     | 「四万十川殺人事件」      | 長谷川康夫 | 富永卓二   | 12.0%  |
| 4    | 2004年04月07日 | 熊野川殺人事件       | 「紀伊半島 潮岬殺人事件」 | 長谷川康夫 | 鶴巻日出雄 | 10.8%  |
| 5    | 2005年06月01日 | 千曲川殺人事件       | 「千曲川殺人事件」        | 長谷川康夫 | 鶴巻日出雄 | 10.4%  |
| 6    | 2006年05月10日 | 伊豆狩野川殺人事件   | 「多摩川殺人事件」        | 長谷川康夫 | 鶴巻日出雄 | 11.7%  |
| 7    | 2007年05月02日 | 天竜川殺人事件       | 「天竜川殺人事件」        | 長谷川康夫 | 鶴巻日出雄 | 11.3%  |
| 8    | 2008年09月03日 | 渡良瀬川殺人事件     |                           | 長谷川康夫 | 鶴巻日出雄 | 11.0%  |
| 9    | 2011年11月30日 | 笛吹川殺人事件       | 「笛吹川殺人事件」        | 長谷川康夫 | 鶴巻日出雄 |        |
| 10   | 2012年09月19日 | 箱根早川殺人事件     |                           | 長谷川康夫 | 鶴巻日出雄 |        |
| 11   | 2013年06月05日 | 日光鬼怒川殺人事件   |                           | 長谷川康夫 | 鶴巻日出雄 | 8.6%   |
| 12   | 2014年09月17日 | 大井川殺人事件       |                           | 長谷川康夫 | 鶴巻日出雄 |        |
| 13   | 2016年01月20日 | 富嶽三十六景殺人事件 |                           | 田辺満     | 鶴巻日出雄 |        |

- 視聴率はビデオリサーチ調べ、関東地区・世帯